# Lisa Alexander
Lisa Alexander (* 22. September 1968 in Toronto) ist eine ehemalige kanadische Synchronschwimmerin.

## Erfolge
Lisa Alexander war ab 1985 Mitglied der kanadischen Nationalmannschaft. 1987 gewann sie bei den Panamerikanischen Spielen in Indianapolis und beim Weltcup in Kairo mit jeweils Silber im Mannschaftswettbewerb ihre ersten internationalen Medaillen. Bei den Weltmeisterschaften 1991 in Perth schloss sie mit Kathy Glen den Duett-Wettkampf auf dem dritten Platz ab, während sie mit der Mannschaft erneut Zweite wurde. Beim Weltcup 1993 in Lausanne belegte sie Platz zwei im Solo. Ein Jahr später wiederholte sie bei den Weltmeisterschaften in Rom den zweiten Platz mit der Mannschaft, während sie sich im Duett, diesmal an der Seite von Erin Woodley, auf Rang zwei verbesserte. Außerdem beendete sie den Wettbewerb im Solo auf dem Bronzerang. Ebenfalls 1994 startete Alexander bei den Commonwealth Games in Victoria. Sowohl im Solo als auch im Duett mit Erin Woodley erzielte sie das jeweils beste Resultat, womit sie sich zwei Goldmedaillen sicherte. Mit Woodley folgte bei den Panamerikanischen Spielen 1995 in Mar del Plata der Gewinn der Silbermedaille im Duett und auch in der Mannschaftskonkurrenz sicherte sich Alexander einmal mehr eine Silbermedaille. Darüber hinaus gewann Alexander beim Weltcup in Atlanta sowohl im Solo als auch im Duett Silber. 1996 gehörte sie ebenfalls zum kanadischen Aufgebot bei den Olympischen Spielen in Atlanta. Zusammen mit Karen Clark, Sylvie Fréchette, Janice Bremner, Karen Fonteyne, Christine Larsen, Valérie Hould-Marchand, Cari Read und Erin Woodley gelang ihr im Mannschaftswettbewerb mit 98,367 Punkten das zweitbeste Ergebnis des Wettkampfs, womit die Kanadierinnen hinter der mit 99,720 Punkten siegreichen Mannschaft der Vereinigten Staaten erneut die Silbermedaille gewannen. Bronze ging an Japan mit 97,753 Punkten.
Nach den Spielen beendete Alexander ihre Karriere. Sie schloss ein Studium an der University of Toronto ab und war nach ihrem Karriereende vor allem als Sportfunktionärin tätig und in der Wohltätigkeitsarbeit aktiv. 1999 wurde sie in die Mississauga Sports Hall of Fame aufgenommen.